# Сергеева, Татьяна Павловна
Татьяна Павловна Сергеева (род. 1951) — российский музыкант и композитор.

## Биография
Родилась в 1951 году в семье советского математика П. П. Коровкина.
Окончила Центральную Музыкальную Школу в 1970, Московскую консерваторию в 1975 (специальности: фортепиано, орган), Московскую консерваторию по специальности композиция в 1979, закончила ассистентуру-стажировку в той же консерватории по классу композиции в 1981.
Член Союза композиторов России (Москвы) с 1982 года, Заслуженный деятель искусств России. В настоящее время — ответственный секретарь Союза Композиторов России. Сергеева ведёт широкую концертную деятельность, выступая с сольными фортепианными, органными и клавесинными программами, а также давая концерты, исполняя свои собственные сочинения в российских и зарубежных городах (Бельгия, Болгария, Великобритания, Германия, Италия, Польша, США, Финляндия, Франция, Чехия, страны бывшего СССР). Участник многих международных фестивалей современной музыки.
Выступала с дирижёрами: Г. Рождественским, В. Федосеевым, В. Полянским, А. Скульским, Г. Перевозниковой, В. Понькиным, М. Горенштейном, В. Зива, А. Кружковым, В. Дударовой, А. Ведерниковым, Э. Серовым и другими.

## Сочинения
Концерты: Три концерта для фортепиано с оркестром (№ 2 и № 3 изданы в издательстве «Композитор»); Концерт для скрипки и клавишных (издательство «Music Well»); Концерт для тромбона и оркестра («Music Well»); Концерт для контрабаса и струнного оркестра; два Концерта для альтовой домры и оркестра русских народных инструментов («Композитор»).
Сонаты: для виолончели и ф-но (издательство «Music Well»); для виолончели и органа («Композитор», «Music Well»); для скрипки и органа («Music Well»); для тромбона и ф-но («Композитор»); для саксофона и ф-но.
Вариации: для четырёх виолончелей на тему Хуана Идальго («Music Well»);
для скрипки, органа и духовых на тему Татьяны Константиновны Толстой (то же издательство).
Вокальные произведения: Ария на стихи Сумарокова для меццо-сопрано, кларнета, фагота, контрабаса и ф-но («Music Well»); Арии для низкого женского голоса и ф-но на стихи российских поэтов 18 в. («Композитор»); Вокальный цикл на стихи античных поэтов для меццо-сопрано и ф-но («Композитор»); два вокальных цикла на стихи Татьяны Чередниченко для меццо-сопрано и ф-но; песни на стихи Лады Негруль.
Отдельные сочинения: «Дафна» — трио для альта, альт-саксофона и органа («Music Well»); Фантазия для ф-но и симфонического оркестра; Юмореска для ансамбля виолончелей и ф-но («КлассикаXXI»); Серенада; «Античные песни» для тромбона и органа («Music Well»); пьесы для саксофона — альта и ф-но («Маэстро»); четыре пьесы для домры и ф-но («Композитор»); салонные пьесы для домры; «Секстет для медных инструментов» («Композитор»); «Дионис» — септет для гобоя, струнных и ф-но; Прелюдии для аль-уда (арабской лютни) и ф-но; «Жасмин» — танго для баяна и ф-но («Музыка»); «Ночные цветы» — интермеццо для баяна и ф-но («Музыка»); «Амариллис» — фантазия для баяна и ф-но («Музыка»); «Тёмная роза» — салонная пьеса для ударных, скрипки, виолончели, баяна и ф-но («Музыка»); «Листок из альбома и Фантазия» для ударных, скрипки и ф-но; Детский альбом для ф-но («Композитор»).
Транскрипции: «Из репертуара Ивана Вихарева» — транскрипции для тромбона и ф-но («Композитор»); «Из репертуара Антона Скибы и Филиппа Чумаева» — транскрипции и парафразы для саксофонов и ф-но/органа («Композитор»); «Транскрипции для аккордеона с товарищами из репертуара Марии Власовой» («Music Well»); «Натали» — сюита транскрипций для домры и ф-но («Music Well») — совместно с Натальей Анчутиной; Транскрипция для органа фуги Д. Д. Шостаковича из музыки к кинофильму «Златые горы» (издательство «DSCH»).

## Дискография
Фортепиано:
- "Тatiana Sergeeva presents RUSSIAN PIANO MUSIC XVIII—XX c. (издательство « CONSORT Ltd»)
- «Reverie» (изд-во «Артель Восточный ветер»)
- «Les Sentiments» («Artservis»)
- « Etude» (изд-во «Artservis») 2 CD
- «У моря» (« Artservis») 2 CD
- «ЛИСТ. Играет Татьяна Сергеева» (ГТРК «Культура»)
- «БЕТХОВЕН. Играет Татьяна Сергеева» (ГТРК «Культура»)
- «АРЕНСКИЙ. Миниатюры. Играет Татьяна Сергеева» (ГТРК «Культура»)
- «Владислав Казенин. Сочинения для ф-но и органа. Играет Татьяна Сергеева» («Мелодия»)

Клавесин:
- «Tatiana Sergeeva presents RUSSIAN HARPSICHORD MUSIC» («Cantabile»)
- «Alla manierа italiana» («Артель Восточный ветер»)

Орган:
- «Токката и фуга» («Артель Восточный ветер»)
- «GAGLIARDA» («Artservis»)
- «Russische Komponistinnen» (С. Губайдуллина, Т. Сергеева совместно с немецким виолончелистом Р. Коррупом) (изд-во «Ambitus»)
- Е.Подгайц «Missa Veris» для хора и органа (изд-во"Opus 111")
- С. Губайдулина Совместно с Владимиром Тонха («Art-Electronic»)

Композиторские диски:
- «В усадьбе» («Артель Восточный ветер»)
- «The Musical World of Tatiana Sergeeva» («Boheme Music»)
- «Серенада» («Artservis»)
- «Грезы прошедшего» (то же изд-во)

Участие в качестве композитора и исполнителя-ансамблиста в дисках различных музыкантов.

## Награды
- Лауреат премии им. Д. Д. Шостаковича (1987)
- Заслуженный деятель искусств Российской Федерации (27 января 1995) — за заслуги в области искусства
- Лауреат международного конкурса композиторов им. С. С. Прокофьева (2003, Санкт-Петербург)[5]